# Kageyama Yoshitaka
Yoshitaka Kageyama (sinh ngày 31 tháng 3 năm 1978) là một cầu thủ bóng đá người Nhật Bản.

## Sự nghiệp câu lạc bộ
Yoshitaka Kageyama đã từng chơi cho Toho Titanium, Ventforet Kofu và Sagawa Printing.